# جيرسون
جيرسون (7 يناير 1992 في البرازيل - ) هو لاعب كرة قدم برازيلي في مركز الوسط. لعب مع أتلتيكو مدريد ب وأتلتيكو مدريد وبوتافوغو ريغاتاس ورابيد فيينا وليخيا غدانسك ونادي بترولول بلويشتي ونادي فيرينتسفاروشي وKapfenberger SV ‏.

## وصلات خارجية
- جيرسون على موقع رابطة كرة القدم اليابانية للمحترفين (اليابانية)
- جيرسون على موقع دوري كوريا الجنوبية (الإنجليزية)
- جيرسون على موقع قاعدة بيانات كرة القدم.إي يو (الإنجليزية)
- جيرسون على موقع Soccerway.com (الإنجليزية)
- جيرسون على موقع عالم كرة القدم.نت (الإنجليزية)
- جيرسون على موقع AS.com (الإسبانية)